# Scrophularia lucida
Scrophularia lucida là một loài thực vật có hoa trong họ Huyền sâm. Loài này được Carl von Linné miêu tả khoa học đầu tiên năm 1759.